# Radio ABC Cardinal
Radio ABC AM es una emisora radial paraguaya emitida en la frecuencia número 730 en AM. Su sede se encuentra sobre la calle Yegros 745, esq. Luis Alberto de Herrera en las instalaciones de ABC Color en Asunción, Paraguay.

## Historia
Fue fundada el 6 de enero de 1950 bajo el nombre de Radio Guaraní. El 7 de mayo de 1991 fue renombrada como Radio Cardinal y desde el 1 de enero de 2016 como Radio ABC Cardinal, tras ser adquirida por Editorial Azeta S.A. (Diario ABC Color), perteneciente a la empresaria Natalia Zuccolillo. En marzo de 2021 renuevan su señal en Ciudad del Este pasando a emitir en la 107.1 en la FM.

## Programas
- Madrugada ABC Cardinal
- La Primera Mañana
- A la Gran 7-30
- Cardinal Deportivo
- Periodísticamente
- Ancho Perfil
- Noticiero Cardinal
- Momento Justo
- ABC Motor 360
- De Todo un Poco

## Locutores
- Wilson Cardozo
- Orlando Bareiro
- Carlos Troche